# Палеолози
Палеолози су последња владарска династија која је владала Византијом. Своју владавину су започели ослобађањем Цариграда 1261. године, а окончали су је падом Цариграда 1453. године када у одбрани града гине последњи византијски цар Константин Драгаш. Споредна линија која је управљала Монфератом одржала се до почетка 20. века.
Кућа Палеолога (плурал: Палеолози; Грчки: Палеолог, плурал: Палеолози, женска верзија Палеологина; Грчки: Палеологина), је била византијска грчка племићка породица која је дошла на власт и постала последња и најдуже владајућа династија у историји Византијског царства и Римског царства у целини. Њихова владавина као цара и аутократора Римљана трајала је скоро две стотине година, од 1259. до пада Константинопоља 1453. године.
Порекло породице је нејасно. Њихове средњевековне приче о пореклу приписују им древно и престижно порекло у староримској Италији, по предању потичу од неких Римљана који су пратили Светог цара Константина I Великог до Константинопоља при његовом оснивању 330. године. Вероватније је да су настали знатно касније у Анадолији. Најранији познати члан породице, вероватно њен оснивач, Нићифор Палеолог, служио је као командант у другој половини 11. века. Током 12. века, Палеолози су углавном били део војне аристократије, за њих није забележено да су заузимали никакве административне политичке функције, и често су се венчавали са тада владајућом породицом Комнин, повећавајући свој престиж. Када је Константинопољ пао у Четвртом крсташком рату 1204. године, Палеолози су побегли у Никејско царство, византијску државу наследницу којом је владала породица Ласкарис, где су наставили да играју активну улогу и заузели многе службе високог ранга.
Године 1259. цар Михаило VIII Палеолог је дворском побуном постао цар - савладар младом цару Јовану IV Ласкарису, а 1261. године, након ослобађања Константинопоља од Латинског царства, цар Јован IV је свргнут и ослепљен. Михаилови наследници владали су Византијским царством у периоду када је царство било најслабије током своје хиљадугодишње историје, а велики период владавине династије Палеолога био је време политичког и економског опадања, делом због спољних непријатеља као што су Бугари, Срби и Турци Османлије, а делом због честих грађанских ратова, између чланова породице Палеолога. До почетка 15. века, цареви су изгубили сваку стварну моћ, а царство је практично постало држава клијент новом Османском царству. Њихова владавина царством се наставила све до 1453. године када је османски султан Мехмед II Освајач освојио Цариград и када је последњи цар из династије Палеолога, цар Константин XI Палеолог, погинуо је у одбрани града. Током своје владавине као цареви, неки цареви из династије Палеолога нису били популарни међу својим поданицима, углавном због њихове верске политике. Поновљени покушаји царева да поново уједине Грчку православну цркву са Римокатоличком црквом, и тиме ставе византијску цркву у потчињеност папству, сматрани су јересом и издајом. Иако је цар Константин XI умро у заједници са Римом (а самим тим и као „јеретик“), његова смрт у борби против Османлија, бранећи Цариград, учинила је да га Грци и православна црква памте као светитеља и хероја, искупивши негативно мишљење о династији у целини. Улога Палеолога као последње хришћанске династије која је владала грчким земљама такође им је дала позитивније сећање међу Грцима током периода османске владавине.
Последњи извесни припадници царске лозе Палеолога изумрли су у 16. веку, али потомци по женској линији су преживели до данас. Кадетски огранак у Италији, Палеолог-Монтферат, владао је Маркизатом Монтферат до 1536. и изумро је 1566. Пошто је породица била велика пре него што је произвела цареве, име Палеолог је легитимно носило не само племство из стварне царске династије. Као резултат тога, многе византијске избеглице које су побегле у западну Европу након пада Константинопоља поседовале су то име и да би стекле престиж, неки су измислили ближе везе са царском породицом. Генеалогије многих наводно преживелих грана царске династије модерни истраживачи су спремно одбацили као фантазију. Различите лозе не-царских Палеолога, чија је веза са средњовековним Палеолозима и међусобно нејасна, преживеле су до модерног периода и хиљаде људи, посебно у Грчкој, и данас носе презиме Палеолог или његове варијанте.

## Порекло
Порекло породице Палеолог је нејасно. Према неколико каснијих усмених предања, породица је настала у Италији, наводно у граду Витербо. Према овој верзији, породично име Палеолог (Палаиос логос, буквално „стара реч“) био је грчки превод речи ветус вербум, сумњиве етимологије Витерба. Такве приче су популаризовали каснији Палеолози спорног порекла који су се населили у северној Италији и било им је потребно да измисле везу предака са последњим византијским царевима. Друга предање тврди да су преци Палеолога били међу римским патрицијима који су путовали у Цариград у пратњи цара Константина I Великог када је град основан и проглашен за нову престоницу Римског царства 330. године. Ова прича о пореклу је слична традицијама других византијских племићких породица, као што су кланови Дука или Фока, који су такође користили приче о древном римском пореклу да ојачају свој престиж и донекле легитимишу своје претензије на престо Византијског царства, средњовековног наставка Римског царства.
За разлику од ових древних и престижних прича о пореклу, Палеолози су вероватно настали релативно касно у Анадолији, вероватно у Анатоличкој теми. Совјетско-амерички византиниста Александар Каждан је веровао да је етимологија њиховог породичног имена „крпа“ , што се вероватно односи на скромно порекло, док француски византиниста Жан-Франсоа Ваније верује да је тачна етимологија „колекционар антиквитета“ . Најранији познати члан породице, вероватно њен оснивач, био је Нићифор Палеолог, командант (вероватно дукс) Теме Месопотамије у другој половини 11. века, у време владавине цара Михаила VII Дуке. Нићифор је подржао побуну Нићифора III Вотанијата против цара Михаила VII, али се његов син Георгије Палеолог оженио Аном Дука и тако је подржао породицу Дука, а касније и Алексија I Комнина, Аниног зета, против цара Нићифора III Вотанијата. Георгије је служио као дукс Дирахија у време владавине цара Алексија I и добио је титулу куропалата.
У 12. веку, Палеолози су углавном забележени као припадници војне аристократије, који нису заузимали никакве административне политичке функције. Више пута су забележени као донатори манастира, а неколико пута су се венчавали са припадницама династије Комнина током њене владавине Византијским царством (1081–1185). Када су крсташи Четвртог крсташког рата заузели Цариград 1204. године и уништили Византијско царство и основали ново, католичко, Латинско царство, Палеолози су пратили Теодора I Ласкариса у Никејско царство, где су играли активну улогу и наставили да заузимају положаје високог ранга. Андроник Палеолог, отац каснијег цара Михаила VIII, проглашен је за мегас доместика (главнокомандујући), вероватно цар Јована III Дука Ватац.
Многи бракови Палеолога са истакнутим византијским породицама одразили су се на њихов избор презимена, при чему су ранији чланови царске династије користили презимена неколико претходних владајућих династија како би ојачали свој легитимитет. На пример, пуно име цара Михаила VIII Палеолога било је Михаило Комнин Дука Анђел Палеолог.

## Царска линија

### Пут до престола
Михаило Палеолог, рођен 1223. године, био је син Андроника Палеолога, мега доместика у Никејском царству. Кроз претходни век бракова породице Палеолог са другим царским породицама, његово порекло може се пратити до три најновије династије које су владале царством пре Четвртог крсташког рата (Дука, Комнин и Анђел). У младости, Михаило је служио као гувернер градова Мелника и Сера у Тракији, и иако су он и његова породица били истакнути међу аристократијом, владајућа династија Ласкарис је често имала неповерење у њега. Године 1253., цар Јован III Дука Ватац га је оптужио за заверу против престола, иако је Михаило избегао оптужбу без казне након суђења тако што је држао усијано гвожђе. Иако је Михаило и након тога и даље уливао неповерење и сумњу у оданост, он се ипак оженио рођаком цара Јована III, Теодором Ватац и био је постављен за мега коностаула латинских плаћеника које је унајмљивало царство.
После смрти цара Јована III 1254. године, Михаило је накратко ступио у службу у Селџучком султанату у Руму, честим непријатељима царства, а од 1256. до 1258. био је командант хришћанских најамника који су се борили за селџучког султана Кејкавуса II. Син и наследник цара Јована III, цар Теодор II Ласкарис, опозвао је Михаила 1258. године и након што су разменили гаранције сигурности и заклетве лојалности, Михаило се вратио у службу у царству. Цар Теодор II је умро исте године и наследио га је његов осмогодишњи син цар Јован IV Ласкарис. Само неколико дана након Теодорове смрти, Михаило је предводио државни удар против чиновника Ђорђа Музалона, кога је цар Теодор II поставио за намесника. Михаило је преузео старатељство над  царем дечаком и добио је титуле мега дукс и деспот. 1. јануара 1259. године, Михаило је проглашен за цара - савладара у Нимфејону, вероватно без присуства цара Јована IV.
Дана 25. јула 1261. године, никејске снаге под генералом Алексијем Стратигопулом ослободиле су Константинопољ од Латинског царства, враћајући град под власт Византије након скоро шездесет година у страним рукама. После поновног заузимања престонице и обнове Византијског царства, цар Михаило VIII се побринуо да буде крунисан за цара у храму Свете Софије, као што су били византијски цареви пре него што је град освојен од стране крсташа. Цар Јован IV, последњи представник царске династије Ласкарис, гурнут је у страну да би се породица Палеолога учврстила на престолу. На једанаести рођендан цара Јована IV, 25. децембра 1261. године, дечак је свргнут, ослепљен и затворен у манастир. Када се пронела вест о чину, ослепљењу не само законитог цара, већ и малолетног дечака, цариградски патријарх Арсеније Ауторијан екскомуницирао је цара Михаила VIII. Царева екскомуникација је укинута тек девете године његове владавине, по постављењу патријарха Јосифа I. Ослепљење цара Јована IV било је мрља на династији Палеолога. Године 1284. Михаилов син и наследник цар Андроник II Палеолог посетио је ослепљеног и тада 33-годишњег цара Јована IV током путовања по Анадолији, надајући се да ће показати своје неодобравање према поступцима свог оца.

### Грађански рат и распад
Палеолози су владали Византијом у периоду када је била најслабија у њеној хиљадугодишњој историји, а царство је претрпело значајан економски и политички пад. Чак и у овој држави, империја, позната по честим грађанским ратовима, није могла да остане јединствена. Године 1320, цар Андроник II Палеолог је покушао да разбаштини свог унука цара Андроника III Палеолога, упркос смрти сина цара Андроника II, наследника и цара - савладара Михаила IX Палеолога (оца Андроника III). Андроник III је обезбедио подршку значајног броја аристократије и наступио је период грађанског рата који није завршен све до 1328. године. Иако је Андроник III на крају био победник, а цар Андроник II свргнут, царство је економски оштећено и по први пут су се стране државе попут Бугарске и Србије појавиле као значајни регулаторни фактори у царским династичким споровима (придруживање супротним странама грађанског рата).
Када је цар Андроник III умро 1341. године, престо је наследио његов малолетни син цар Јован V Палеолог. Спорови између мајке цара Јована V и царице Ане Савојске и патријарха Јована XIV с једне стране и пријатеља цара Андроника III и мега доместика Јована Кантакузина с друге стране, довели су до новог и разорног грађанског рата, који је трајао до 1347. године, и победио је Јован Кантакузин, који је постао цар - савладар као Јован VI. Слабљење Византије као резултат грађанског рата омогућило је краљу Стефану Душану од Србије да изврши инвазију на Македонију, Тесалију и Епир 1346–1348, стварајући српско царство. У међувремену, цар Јован VI Кантакузин је покушао да консолидује сопствену династију на царском престолу, удавши своју ћерку Хелену за цара Јована V и прогласивши свог сина Матију Кантакузина за цара - савладара. Очигледно намеравајући да узурпира престо, нови низ грађанских ратова од 1352. до 1357. на крају је победио цар Јован V, свргнувши Кантакузине. Године 1382. Кантакузини су такође протерани из Мореје (савремени Пелопонез), а син цара Јована V Теодор је постављен да њоме управља као полунезависни деспот Мореје, што је била важна победа јер је регион брзо постајао највећа важна византијска провинција. Византски грађански ратови и распад српског царства цара Стефана Душана након његове смрти 1355. године, омогућили су Турцима да се готово без отпора прошире преко Балкана, а у другој половини 14. века царство је прошло готово без борбе под Османски суверенитет, принуђен да плаћа данак и нуди војну помоћ ако је потребно.
Године 1373, син цара Јована V и наследник Андроник IV Палеолог побунио се против свог оца у покушају да преузме престо, подстичући четврту серију грађанских ратова код Палеолога. Цар Јован V је у почетку био победник, затворио је и разбаштинио цара Андроника IV и именовао млађег сина, Манојла II Палеолога, за свог наследника. Међутим, цар Андроник IV је на крају побегао из затвора и успешно преузео престо 1376. године, уз помоћ Ђенове, затворивши свог оца и свог млађег брата. Цар Јован V је поново преузео престо 1379, али је постигао споразум са Андроником 1381, по коме је Андроник требало да га наследи као цар, уместо Манојла. Андроник је умро 1385, а његов син цар Јован VII Палеолог је накратко успео да узурпира престо 1390. године. Након тога, Манојло II је чврсто успостављен као наследник цара Јована V, који је постао цар након Јованове смрти 1391. године
Иако је већи део ере Палеолога био дефинисан опадањем и ратом, то је такође било доба културног процвата, почевши од касног 13. века. Напредак у науци и уметности, назван ренесансом Палеолога, трајао је током владавине династије, подстакнут напорима неких царева као што су Андроник II и Манојло II.

### Последњи цареви Византије
До 15. века, византијски цареви су изгубили сваку стварну моћ, а османски султани су све више постајали стварни регулатори политичких питања унутар царства. Упркос њиховој де факто потчињености под Османлијама, Византинци су наставили да делују непријатељски против њих. Године 1394. цар Манојло II је престао да плаћа данак османском султану Бајазиту I, који је одговорио опсадом Цариграда. Бајазитова опсада је трајала више од једне деценије, а помоћ Запада кроз Крсташки рат на Никопољ (1396) није успела да заустави султана. Ситуација је била толико страшна да је цар Манојлo II напустио Цариград да путује по западној Европи тражећи даљу помоћ против Османлија, посећујући Италију, Француску и Енглеску. Окончање, опсаде је цар Манојло II решио мирним путем потписивањем мировног споразума са Бајазитовим сином и наследником султаном Мехмедом I 1403. године, којим је, између осталог, град Солун, који су Османлије заузеле 1387. године, враћен под византијску власт.
Постојао је мир између Палеолога и Османлија све до 1421. године, када је султан Мехмед I умро, а цар Манојло II се повукао из државних послова, да би се бавио научним и верским интересима. Манојлов син, цар Јован VIII Палеолог, цар -савладар од пре 1416, игнорисао је крхки мир са Османлијама и подржао је Мустафу Челебија, претендента на османски престо, у побуни против Мехмедовог наследника султана Мурата II. Султан Мурат II је скршио Мустафину побуну и опседао Цариград 1422. године, иако су га Византинци успешно одбили. Чак и током последњих деценија Византијског царства, Палеолозима је често било тешко да сарађују једни с другима. Током владавине цара Манојла II, Јован VIII и млађи син Константин изгледа да су се добро слагали, али односи између Константина и млађе браће Димитрија и Томе нису били тако пријатељски.
Током већег дела владавине цара Јована VIII, Константин и Тома су владали као деспоти Мореје, а Димитрије је управљао делом земље у Тракији. Диметрије је био незадовољан својим подређеним положајем и напао је Цариград 1442. године, уз помоћ Османлија, у покушају да заузме град и сам постане цар. Цар Јован VIII, уз помоћ Константина, успешно је одбио овај напад и Димитрије је за казну накратко био затворен. После смрти цара ЈованаVIII јуна 1448. године, претенденти на престо су били браћа Константин, Димитрије и Тома. Да би избегла свађе, њихова мајка Хелена Драгаш одлучила је да Константин буде следећи цар. Успон цара Константина XI Палеолога на престо је такође прихватио султан Мурат II, који је до сада морао да буде консултован за сва именовања.
Показало се да је владавина цара Константина XI кратка. Млади син и наследник султана Мурата II, султан Мехмед II, који је постао султан 1451. године, био је опседнут идејом да освоји Цариград. У покушају да изнуди новац од султана Мехмеда II, цар Константин XI је имплицитно запретио да ће ослободити Орхана Челебија, Мехмедовог рођака и јединог познатог живог члана османске династије (и као таквог потенцијалног ривала султана Мехеду II), који је био заточен у Цариграду. Због непромишљене претње султан Мехмед II је добио касус белли и крајем 1451. године, већ су биле у току припреме за нову османску опсаду Цариграда. Да би спречио помоћ из Мореје, којом сада управљају Тома и Димитрије, султан Мехмед II је послао једног од својих генерала, Турахан-бега (који је раније два пута извршио препад на Мореју) да опустоши полуострво. цар Константин XI је такође слао очајничке молбе за помоћ западној Европи, иако је мала помоћ стигла. Након 53-дневне опсаде, град је коначно пао у руке Османлија 29. маја 1453. године, цар Константин XI је погинуо борећи се у његовој одбрани.

### После пада Цариграда
Након пада Константинопоља, једна од најхитнијих претњи новом османском режиму била је могућност да ће неко од рођака цара Константина XI обезбедити подршку и вратити се да поврати царство. Међутим, убрзо је постало очигледно да су Константинови најближи рођаци, његова браћа у Мореји, представљали мало више од сметње за султана Мехмеда II и тако им је било дозвољено да задрже своје титуле и земље као османски вазали. Под њиховом влашћу, Мореја је била претворена у неку византијску владу у прогонству, пошто су византијске избеглице из Цариграда и других места бежале на њихове дворове, а неки су чак желели да прогласе деспота Димитрија, старијег брата, за Константиновог наследника и новог цара и Аутократора Римљана. Браћа су била подељена у политици. Деспот Тома је задржао наду да би папство могло да позове на крсташки рат да би обновило Византијско царство, док је деспот Димитрије, вероватно реалистичнији од њих двојице, мање-више одустао од наде у хришћанску помоћ са Запада и веровао је да је најбоље да склопи мир са Турцима.
У јануару 1459. године, ривалство између браће избило је у грађански рат када је Тома, уз помоћ неких албанских господара у Мореји, заузео низ тврђава које је држао деспот Димитрије. Грађански рат који је у току и могућност да деспот Тома добије помоћ од Запада пошто је прогласио рат против свог брата за свети рат против муслимана, довели су до тога да султан Мехмед II изврши инвазију на Мореју 1460. године. Султан Мехмед II је победио и припојио је регион директно сманском царству, окончавши власт Палеолога у Грчкој. Деспот Димитрије се без борбе предао Османлијама, а деспот Тома је побегао у изгнанство. Деспот Димитрије је до краја живота живео у Османском царству, умро је 1470. године. Његово једино дете, његова ћерка Хелена, никада се није удала за султана нити је ушла у султанов харем, вероватно зато што се султан бојао да ће га она отровати. Преминула је пре свог оца, умрла је 1469. године.
Деспот Тома је имао четворо деце; Хелена, Зоја, Андреј и Манојло. Хелена је већ била удата за деспота Лазара Бранковића, деспота српског, али троје млађе деце, и Томина жена деспина Катарина Закарија, и свита других избеглица, пратили су га док је бежао на острво Крф које су држали Венецијанци. Локалне власти на Крфу нису хтеле да сместе деспота из страха да не изазову Османлије, па је деспот Тома убрзо напустио острво и отпутовао у Рим, надајући се да ће убедити папу Пија II да позива на крсташки рат против Османлија. Иако је папа Пије II био нестрпљив да реализује ту идеју, а деспот Тома је јахао по Италији у нади да ће добити подршку за тај подухват, ни овог пута није дошло до крсташког рата. Деспот Тома је умро 12. маја 1465. године, и убрзо након тога Зоја, Андреј и Манојло су стигли у Рим.
У Риму се о троје деце бринуо кардинал Висарион, такође византијски избеглица. Године 1472, према Висарионовим плановима, Зоја (чије је име касније промењено у Софија) била је удата за московског великог кнеза Ивана III. Као најстаријег сина, Андреја, папство је признало за Томиног наследника и законитог деспота Мореје. Од 1480-их па надаље, Андреј је такође полагао право на титулу Император Константинополитанус („Цар Цариграда“). Неке византијске избеглице, попут историчара Георгија Сфранцеса, признале су Андреја као законитог наследника старих царева. Андреј и Манојло су се убрзо суочили са финансијским проблемима, јер је новчана надокнада која је некада била обезбеђена њиховом оцу била подељена између њих двојице, а папство је стално смањивало. Андреј је покушао да прода своје претензије на разне византијске титуле да би зарадио новац, али пошто Манојло није имао никаква права и претензије за продају (пошто је био други син), уместо тога је путовао по Европи у нади да ће ући у службу неког племића. Пошто није добио ниједну задовољавајућу понуду, Манојло је изненадио естаблишмент у Риму отпутовавши у Цариград 1476. године, и представивши се султану Мехмеду II. Султан га је великодушно примио и Манојло је остао у Цариграду до краја живота.
Андреј је умро сиромашан у Риму 1502. године. Неизвесно је да ли је имао деце. Могуће је да је Константин Палеолог, ангажован у папској гарди и покојан 1508. године, био његов син. Према руским изворима, можда је имао и ћерку Марију Палеологину, која се удала за руског кнеза. Фернандо Палеолог, кога је Лудовико Сфорца, војвода од Милана, 1499. године називао „син деспота Мореје“, такође је могао бити Андрејев син. Андрејев брат Манојло је умро у Константинопољу у неком тренутку током владавине Мехмедовог сина и наследника султана Бајазита II (1481–1512). Манојло је имао два сина; Јован Палеолог, који је умро млад, и Андреј, вероватно назван по Манојловом брату. Манојлов син Андреј је прешао на ислам и можда је служио као османски дворски службеник. Последњи пут је посведочен у време владавине султана Сулејмана I Величанственог (1520–1566) и не верује се да је имао децу. Дакле, документована мушка линија царског огранка куће Палеолога је вероватно изумрла у неком тренутку почетком 16. века.

## Кадетске гране

### Палеолог-Монтферат
Када су Византинци 1261. године поново освојили Константинопољ под царем Михаилом VIII Палеологом, папство је претрпело губитак престижа и претрпело је озбиљну штету свом духовном ауторитету. Цариград је 57 година био под католичком влашћу кроз Латинско царство и сада су источњаци још једном потврдили своје право не само на положај римског цара већ и на цркву независну од оне са центром у Риму. Папе су непосредно након пада Латинског царства спроводиле политику покушаја да успоставе своју верску власт над Византијским царством. Неки западни претенденти који су желели да обнове Латинско царство, као што је краљ Сицилије, краљ Карло I Анжујски, повремено су уживали папску подршку, а неколико папа је разматрало идеју позивања на нови крсташки рат против Константинопоља како би поново наметнули католичку власт.
Цар Михаило VIII је успео да оствари унију католичке и православне цркве на Другом лионском сабору 1274. године, легитимишући њега и његове наследнике као владаре Цариграда у очима Запада. Михаилов син и наследник цар Андроник II желео је да додатно легитимише власт династије Палеолога. Друге крсташке државе формиране су у Грчкој као резултат Четвртог крсташког рата, посебно Солунско краљевство, којим је владала породица Алерамичи из Монтферата. У настојању да се ослободи претње да би претендент Алерамичи могао покренути инвазију и покушати да заузме Солун у будућности, цар Андроник II се оженио Јоландом од Монферата 1284. године, доводећи њене династичке претензије на Солун у своју породичну линију. Пошто је Јоланда била друга у линији наслеђивања престола Монтферата, брак је имао неочекивани резултат стварања могућности да би византијски принц могао да наследи Монферат. Када је Јоландин брат, маркгроф Јован I од Монтферата, умро без деце 1305. године, Монтферат је легитимно прешао на Јоланду и њену децу.
Византијска аристократија није била жељна да пошаље једног од синова цара Андроника II да полаже право на Монферат. То што ће византијски принц, рођен у пурпуру, бити послан да живи међу Латинима и влада њима, било је довољно лоше, али је постојао и страх да би он и његови потомци могли постати „латинизовани“ и да ће Италијани би, као резултат наслеђа Монтферата, могли покренути инвазију у будућности у нади да ће поставити католичког Палеолога на византијски престо. На крају, четврти син цара Андроника II (како не би угрозио линију наследства), Теодор, је изабран да отпутује у Монферат, и тамо је стигао 1306. године. Византијски страхови од латинизације постали су истинити; Теодор је прешао у католичанство и током својих посета Цариграду, маркгроф Теодор је шокирао Византинце својим обријаним лицем и западним обичајима.
Теодорови потомци, породица Палеолог-Монферат, владали су у Монферату до 16. века, иако су им понекад давана грчка имена, као што су Теодор и Софија, већина Палеолога маркиза од Монферата обраћала је мало пажње на дешавања у источном Медитерану. Једини маркиз који је озбиљно размишљао о коришћењу своје византијске везе био је Теодоров син, маркгроф Јован II од Монферата, који је желео да искористи византијски грађански рат 1341–1347. године, између праунука цара Андроника II, цара Јована V и цара Јована VI Кантакузина, како би упадао у царство и освојио Солун. У свом тестаменту из 1372. године, маркгроф Јован II је тврдио да је свргавање цара Андроника II 1328. године од стране његовог унука цара Андроника III (оца цара Јована V) било незаконито и на тај начин оспорио права на престо цара Андроника III и свих његових наследника из легитимне линије наследства на престолу Византије. Маркгроф Јован II је такође истакао да пошто је цар Андроник II разбаштинио цара Андроника III, маркгроф Јован II је стога био законити цар као једини прави наследник цара Андроника II. Маркгроф Јован II је чак молио папство да призна његове претензије на Солун и царство и да му помогне да их освоји. Експедиција за „повратак“ ових територија никада није организована.
Последњи Палеолог Маркиз, Јован Ђорђе, маркиз од Монтферата, умро је 1533. године, а власт над Монтфератом је тада предао цар Светог римског царства Карло V, војводи од Мантове Федерику II Гонзаги. Последњи женски члан, војвоткиња Маргарета Палеолог, удата за Федерика II, умрла је 1566. године, због чега је кадетска грана Монтферрат - Палеолог изумрла. Њени и потомци војводе Федерика II, са презименом Гонзага, владали су Монфератом све док их није заменила Савојска династија, која се такође у прошлости, у 18. веку, венчала са породицом Палеолог-Монтферат. Име „Монтферато-Палеолог“ забележено је на грчком острву Кефалонија до 17. века, мада је неизвесно како су били повезани са италијанском породицом. Модерна италијанска породица, звана Палеолого-Ориунди, тврди да води порекло од Фламинија, ванбрачног сина маркгрофа Јована Ђорђа.

### Гране нејасног порекла
Вероватно изумирање старије гране царске породице Палеолога у неком тренутку у 16. веку је мало спречило појединце у разним деловима Европе да тврде да потичу од старе царске династије. Презиме Палеолог је било релативно распрострањено у Византијском царству, а породица је била прилично велика пре него што је један њен огранак ступио на царски престо. Многи од не-царских византијских Палеолога били су део племства и служили су као генерали или моћни земљопоседници. Поред нецарских Палеолога који су били потомци старијих побочних лоза, византијско родословље компликује и чињеница да је у Византији било уобичајено да се усвоји породично име супружника или мајке, ако је било престижније.
Многи византијски племићи нашли су се у Цариграду 1453. године, борећи се против Османлија у њиховом последњем нападу. Неки, попут Теофила Палеолога, погинули су у бици, док су други били заробљени и погубљени. Углавном су то чинили племићи који су могли да побегну, многи су бежали у Мореју где су имали поседе. Ту су се нашли пред дилемом. Византијско царство је пало, а владари Мореје, деспот Тома и деспот Димитрије, били су више заинтересовани за сопствено ривалство него за организовање отпора против Османлија. Као такви, многи од њих су побегли у Западну Европу пре или после пада Мореје 1460. године.
Многе византијске избеглице, иако нису биле у сродству са царевима, легитимно су носиле име Палеолог због екстензивне природе породице. Пошто је име могло да пружи престиж ономе ко га носи (као и могућу новчану подршку), многе избеглице су измислиле ближе везе са царском династијом. Многи западни владари су били свесни свог неуспеха да спрече пад Византије и дочекали су ове људе на својим дворовима. Избеглицама је помогло да многи у западној Европи не би били свесни замршености византијских обичаја давања имена; за Западне Европљане, име Палеолог је означавало царску династију. Иако су такви Палеолози, царски или не, углавном били концентрисани у северној Италији, као што су Пезаро, Витербо или Венеција, друге грчке избеглице су путовале широм Европе, многе су завршиле у Риму, Напуљу, Милану, Паризу или у разним градовима Шпаније.
Посебна веза између породице Палеолога и града Витерба настала је на основу сумњиве етимолошке везе латинског Ветус вербум (Витербо) и грчког Палаиос логос. Ова веза је дала одређени степен истакнутости неколицини опскурних Палеолога који су се населили у Италији током касног средњег века, и сматрана је као аргумент да породица има корене у граду. Теодор Спандоун помиње причу, према којој се породица, првобитно Римљани који су стигли у Цариград у 4. веку, доселила у Италију за време егзархата и једна од њих се венчала у Витербу. Касније се причало да је један војник породице дошао из Витерба у Грчку у помоћ царевима из династије Ласкариса, где се оженио и добио сина, наводно будућег цара Михаила VIII Палеолога (Михаилови прави родитељи били су Андроник и Теодора који су живели у Никејском царству).

### Палеолози од Пезара
Породица Палеолога у Пезару, потврђена од раног 16. века надаље, тврдила је да потиче од 'Јована Палеолога', наводног трећег сина деспота Томе Палеолога. Њихова генеалогија углавном потиче од надгробног споменика Теодора Палеолога (ум. 1636), који наводи Теодорове претке по мушкој линији пет генерација уназад, до деспота Томе. Са јединим изузетком Томиног наводног сина Јована, постојање осталих Теодорових непосредних предака може се потврдити путем записа у Пезару. Најранији запис о Јовановом постојању осим Теодоровог надгробног споменика су списи грчког научника Лава Алација, који је писао 1648. године, прекасно да би се његова дела сматрала независним доказом. Алације је био чувар Ватиканске библиотеке и имао је приступ њеној огромној колекцији књига и записа и могао би одатле закључити своје налазе. Као такав, могуће је да је Алације имао приступ ранијим документима, сада изгубљеним, који би доказали легитимност линије Пезаро. Алације наводи Томине синове као „Андреј, Манојло и Јован“. Било би тешко објаснити зашто би Алације, поштовани научник, једноставно додао члана једне древне династије. Одсуство било каквог помена Јована Палеолога у савременим изворима значи да се статус породице Палеолога као правих потомака по мушкој линији последњих неколико византијских царева не може доказати, али није немогућ. Чини се да нико од њихових савременика није сумњао у њихово царско порекло.
Године 1578. чланови породице који су живели у Пезару били су уплетени у скандал јер су браћа Леонида и Сципион Палеолог, као и њихов нећак Теодор, ухапшени због покушаја убиства. Шта се десило са Сципионом није познато, али је Леонида погубљен. Због своје младости, Теодор је пре прогнан из Пезара него погубљен. Након изгнанства, Теодор се ангажовао као убица и изгледа да је стекао импресивну репутацију. Године 1599. ступио је у службу Хенрија Клинтона, грофа од Линколна, у Енглеској. Теодор је до краја живота живео у Енглеској и имао шесторо деце, чију је судбину затекао енглески грађански рат 1642–1651. Његов син Фердинанд Палеолог, бежећи од рата, настанио се на недавно колонизованом острву Барбадос на Карибима, где је постао познат као „грчки принц из Корнвола“ и поседовао је плантажу памука или шећера.
Фердинанд је умро 1670. године и надживео га је само његов син Теодор. Теодор је напустио Барбадос да би радио као приватник, служећи на броду званом Чарлс II, и умро је у Коруњи у Шпанији 1693. године. Теодор је имао сина, који је вероватно преминуо пре њега, а надживела га је само постхумна ћерка, Годскал Палеолог, рођена јануара 1694. године. Ништа се не зна о Годскаловом животу, једини запис о њеном постојању су записи о крштењу. Била је последњи забележени члан породице и, ако је тачна њихова тврдња да потичу из царске династије, последњи прави наследник царева Палеолога.

### Палеолози из Венеције
Пошто је Венеција била једина велика немуслиманска сила у источном Медитерану, представљала је привлачну дестинацију за византијске избеглице након пада царства. Бројни људи са презименом Палеолог забележени су у Венецији у 15. и 16. веку, од којих су многи служили као стратиоти (плаћени лако наоружани коњаници грчког или албанског порекла). Венецијански документи често говоре о њиховој „напорној“ храбрости у служби Млетачке републике. Венеција се први пут заинтересовала за унајмљивање стратиота након што је видела храброст грчких и албанских војника у Првом османско-млетачком рату 1463–1479.
Венецијански Палеолози нису били у сродству са царском породицом, али су можда били даљи рођаци. Једна од најранијих помињања Палеолога у Венецији је одлука Сената из 1479. у вези Теодора Палеолога, који се недавно доказао у кампањи у Фурланији. Теодор је имао добро документовану каријеру стратиота. Рођен 1452. године, и вероватно пореклом из Мистре у Мореји, Теодор је првобитно био утеривач дугова Османлијама у Мореји. Теодор је 1478. са својим оцем Павлом отпутовао у Венецију и постао стратиот. За своје заслуге у служби Венеције, Теодор је добио острво Кране, иако га је касније уступио другој породици. Теодор је 1495. године учествовао у опсади Новаре, а такође је учествовао у каснијим биткама у Савони и Кефалонији. Због познавања турског језика, Теодор је пратио и млетачке амбасадоре у дипломатским мисијама у Османском царству, посећујући више пута Цариград. Умро је 1532. године, сахрањен у православној цркви Сан Гиоргио деи Греци.
Теодор се оженио Маријом, ћерком човека по имену Димитрије Кантакузин. Да је могао да се ожени са истинским чланом племићке породице Кантакузин указује да је имао одређени племићки статус. Теодор је био један од кључних играча у грчкој заједници у Венецији, јер је помогао тамошњим грчким избеглицама да добију дозволу за изградњу цркве Сан Гиоргио деи Греци, а његова породица је била веома цењена од стране локалног становништва. Теодорови потомци и рођаци живели су у Венецији и њеним територијама дуго након његове смрти. Његов нећак, Зуане Палеолого, и два Зуанеова сина, погинули су на Кипру, борећи се против Османлија током опсаде Никозије 1570. у Четвртом османско-млетачком рату. Тестамент Димитрија Палеолога, Теодоровог сина из 1570. године, почиње са „Ио Деметри Палеолого, да Константинополи ...“. Прошло је више од једног века откако је Константинопољ, град који Димитрије никада није видео, пао, а он је ипак задржао дуготрајне снове о граду.
Човек по имену Андреа Палеолог Граицас, посведочен у Венецији 1460. године, наводно има живе потомке, са бројним људима са презименом Палеолог (или његовим варијацијама) који данас живе у Атини који тврде да потичу од њега.

### У Османском царству
Неки племићи са презименом Палеолог су остали у османском Цариграду, па су чак и напредовали у периоду непосредно после освајања. У деценијама након 1453. године, османски порески регистри показују да конзорцијум племенитих Грка сарађује на надметању за уносан порески округ, укључујући Цариград и луке западне Анадолије. Ова група је укључивала имена попут „Палологоз са Касандроса“ и „Манојло Палологоз“. Ова група је била у блиском контакту са два моћна везира, Месих-пашом и Хас Мурат-пашом, од којих су обојица наводно били нећаци цара Константина XI Палеолога и били су приморани да пређу у ислам након пада Константинопоља, као и са другим преобраћеним потомцима византијских и балканских аристократских породица попут Махмуд-паше Ангеловића, формирајући оно што је османиста Халил Иналџик назвао „грчком фракцијом“ на двору султана Мехмеда II.

### Друге гране неутврђеног порекла
Бројни људи са презименом Палеолог, који живе на острву Сирос у Грчкој, историјски су тврдили да потичу од наводног сина Андроника Палеолога, једног од синова цара Манојла II и деспота Солуна. Њихово порекло је упитно јер не постоје сачувани савремени докази да је деспот Андроник имао децу. То што је деспот Андроник боловао од слонове болести и епилепсије и што је умро у младости, чини мало вероватним да се оженио и добио сина.
Још једна породица која тврди да потиче из старе царске династије су Палеолози из Румуније, тврдећи да су потомци иначе непосведоченог сина деспота Теодора II Палеолога, деспота Мореје, званог Емануел Петрус (Манојло Петрос на грчком). Палеолози такође живе на Малти и у Француској, а један од најпознатијих чланова породице је француски дипломата Морис Палеолог, који је током свог живота више пута потврђивао своје царско порекло. Порекло Палеолога може се пратити од Грка са именом Палеолог, али не и до царске породице. У 18. веку, неколико фанариота (чланова истакнутих грчких породица у кварту Фанар у Цариграду) су од Османлија добиле управљачке положаје у кнежевинама Влашке и Молдавије (претходници Румуније). Међу фанариотима послатим у Влашку и Молдавију били су људи са презименом Палеолог, преци породице Палеолога.
Неки италијански родослови од 17. века надаље приписују додатне синове деспоту Томи Палеологу, поред Андреја, Манојла и непровереног Јована. Посебно, ово укључује наводног старијег сина по имену Рогерио или Ругерио, наводно рођен око 1430. године и послат као талац краљу Алфонсу V Великодушном од Арагона и Напуља. Наводно, Рогерио је био одговоран за подизање цркве Спирито Санто, која и данас стоји, у Касалсотану, засеоку италијанске комуне Сан Мауро Чиленто. Рогерија су наводно надживели његово двоје деце Џон (Ђовани) и Анђела. Ђованију су наводно додељени Перито и Остиглиано у Салерну, а његови потомци су у његову част усвојили име Палеолого Мастрођовани (или само Мастрођовани). Породица Палеолого Мастрођовани је постојећа породица у Италији, али њихова породична историја, како се тврди, углавном потиче из усмене традиције, са неколико докумената који то подржавају. Ниједан документ није оверен и постоји неколико проблема са целокупном реконструкцијом догађаја. Савремени истраживачи у великој мери одбацују постојање Рогерија као фантазију, с обзиром на његово јасно италијанско име, мало вероватноће да потенцијални царски наследник буде држан као талац у Италији и да се таква фигура не помиње у византијским записима. Савремени историчар Георгије Сфранцес, који је детаљно описао живот деспота Томе Палеолога, написао је о рођењу Андреја Палеолога 17. јануара 1453. године, да је дечак био „настављач и наследник” лозе Палеолога, фраза која нема много смисла ако је Андреј није био Томин прворођени син.

## Наслеђе
Током већег дела свог мандата као византијских царева, династија Палеолога није била наклоњена њиховим поданицима. Не само да су средства која је породица користила за освајање престола била суморна, већ је њихова верска политика удаљила многе у царству. Палеолошки цареви су тежили да поново уједине Источну православну цркву са Католичком црквом Рима, како би осигурали легитимитет у очима Запада и у покушају да обезбеде помоћ против многих непријатеља свог царства. Цар Михаило VIII је успео да постигне унију на Другом Лионском сабору 1274. године, чиме су се цркве поново ујединиле после више од два века раскола. Цар Михаило VIII је био исмејан речима „постао си франак“, што је на грчком остало израз за ругање преобраћеницима у католичанство до данас. Унији су се страствено противили византијски народ и византијски владари који заправо нису били под контролом Михаила VIII, као што су цар Јован II Велики Комнин, цар Трапезунта, и деспот Нићифор I Комнин Дука, владар Епира. Упркос напорима цара Михаила VIII, унија је прекинута 1281. године, након само седам година, када га је папа Мартин IV екскомуницирао. Када је цар Михаило VIII умро 1282. године, умро је осуђен као издајник и јеретик од свог народа, који га је видео као некога ко их је натерао да се покоре под Римском црквом. Ускраћена му је традиционални погреб православног цара.
Иако је Михаилов наследник цар Андроник II брзо одбацио Унију цркава, многи цареви из династије Палеолога су радили на обезбеђивању њене обнове. Како је Османско царство расло како би обухватило све више и више византијске територије, цареви попут Јована V и Манојла II интензивно су радили на обнављању уније, на велико згражање својих поданика. На сабору у Фиренци 1439. године, цар Јован VIII је поново потврдио Унију у светлу непосредних турских напада на оно мало што је остало од његовог царства. За саме византијске грађане, Унија цркава, која је цару Јовану VIII служила као гаранција за велики западни крсташки рат против Османлија, била је смртна пресуда за њихово царство. Цар Јован VIII је издао њихову веру и као такав њихову целокупну империјалну идеологију и поглед на свет. Обећани крсташки рат, плод труда цара Јована VIII, завршио је само катастрофом пошто су га Турци поразили у бици код Варне 1444. године. Године 1798. грчки православни патријарх Јерусалима, Антим, написао је да је Османско царство наметнуто од самог Бога као врховно царство на Земљи због јеретичких односа царева Палеолога са хришћанима на Западу.
"Гле како је наш милостиви и свезнајући Господ успео да сачува целовитост наше свете вере православне и да (нас) све спасе; изнео је из ничега моћно Османлијско царство, које је подигао на месту нашег Ромејског царства, које је на неки начин почело да скреће са пута православне вере; и уздигао је ово Османлијско царство изнад сваког другог да би несумњиво доказао да је оно настало вољом Божијом .... Јер нема власти осим оне која потиче од Бога."
—  Патријарх Антим Јерусалимски, 1798- године.
Нема доказа да је последњи цар, Константин XI, икада одбацио унију постигнуту у Фиренци 1439. године. Многи од његових поданика су га сматрали за издајника и јеретика док је био жив, а он је, као и многи његови претходници пре њега, умро у општење са римском црквом. Ипак, Константинови поступци током пада Константинопоља и његове смрти у борби против Турака искупили су популарни поглед на династију Палеолога. Грци су заборавили или игнорисали да је цар Константин XI умро као „јеретик“, многи су га сматрали мучеником. У очима православне цркве, Константинова смрт га је осветила и он је умро као херој. Како се османска власт наставила, многи Грци су сањали о дану када ће нови цар поново владати великим грчким доменом. Неки су чак веровали да ће се цар Константин XI вратити да их спасе, да он заправо није мртав већ само спава, чекајући позив са неба да се врати и поврати хришћанску контролу над  Константинопољем.
Осим Константиновог мучеништва, династија Палеолога имала је трајан утицај на Грке током векова османске владавине, пошто је била последња породица која је управљала независним грчким земљама. Још у 19. веку, након што је грчки рат за независност резултирао стварањем нове независне грчке државе, привремена влада ослобођене Грчке послала је делегацију у западну Европу у потрази за могућим потомцима оних царских Палеолога који су побегли у изгнанство. Делегација је посетила места у Италији за која се знало да су  у њима Палеолози боравили и чак је дошла у Корнвол, где је Теодор Палеолог живео у 17. веку. Локално предање на Барбадосу каже да је делегација послала и писмо властима на Барбадосу, питајући се да ли потомци Фердинанда Палеолога још увек живе на острву. У писму се наводно тражило да се, ако је то случај, глави породице обезбеди начин да се врати у Грчку, а путовање ће платити грчка влада. На крају, потрага делегације била је узалудна и нису нашли жива оличења свог изгубљеног царства.

## Ослобађање Цариграда 1261. године
Тада су снаге никејског регента Михајла (VIII) Палеолога (регент 1258—1261, цар 1261—1282) предвођене његовим братом Јованом у тзв. Пелагонијској бици потукле бројније удружене снаге:
- латинског цара Балдуина II (1228—1261, у егзилу 1261—1273)
- сицилијанског краља Манфреда (1258—1266)
- епирског деспота Михајла II (око 1237—1271)
- ахајског кнеза Вилијем II Виларден (1246—1278)
- српског краља Уроша I (1243—1276)

## Цареви из династије Палеолога (1259—1453)
- Михајло VIII Палеолог (Μιχαήλ Η' Παλαιολόγος) (1224—1282, владао 1259. - 1282) – Византијски стратег и регент Јована IV Ласкариса, праунук Алексија III Анђела;
- Андроник II Палеолог Старији (Ανδρόνικος Β' ο Γέρος) (1258—1332, владао 1282—1328) – син Михајла VIII;
- Андроник III Палеолог Млађи (Ανδρόνικος Γ' Παλαιολόγος ο Νέος) (1297—1341, владао 1328—1341.) – унук Андроника II
- Јован V Палеолог (Ιωάννης Ε' Παλαιολόγος) (1332—1391, владао 1341—1347;1354—1376;1379—1390;1390—1391.) – син Андроника III
- Андроник IV Палеолог (Ανδρόνικος Δ' Παλαιολόγος) (1348—1385, владао 1376—1379.) – син Јована V
- Јован VII Палеолог (Ιωάννης Ζ' Παλαιολόγος) (1370—1408, владао 1390;као савладар 1399—1402) – син Андроника IV
- Манојло II Палеолог (Μανουήλ Β' Παλαιολόγος) (1350—1425, владао 1391—1425.) – син Јована V
- Јован VIII Палеолог (Ιωάννης Η' Παλαιολόγος) (1392—1448, владао 1425—1448.) – син Манојла II
- Константин XI Палеолог Драгаш (Κωνσταντίνος ΙΑ' Παλαιολόγος Δραγάτσης) (1405—1453, владао 1449. - 1453) – син Манојла II, погинуо у одбрани Цариграда 1453. године